# Sala al Barro
Sala al Barro (Sàla al Bàrr in dialetto brianzolo, e semplicemente Sala fino al 1863) è una frazione del comune di Galbiate in provincia di Lecco.

## Geografia fisica
Posta sulle pendici occidentali del monte Barro, sulla riva del lago di Annone, mediamente a 242 metri s.l.m., i nuovi quartieri del Selvetto e Maré sono a 310 metri. È attraversata dal torrente Cologna che scende dal monte Barro, totalmente coperto nel centro del paese, e sfocia nel lago di Annone. È separata dal lago dalla Strada Provinciale 342b.

## Storia
Il suo nome viene dal longobardo (Sala) a cui fu aggiunto il nome della montagna ai cui piedi il paese è ubicato, (monte Barro), per distinguerla dalla vicina Sala, frazione di Calolziocorte.
Nel medioevo fu un villaggio alle dipendenze di Civate, per poi divenire comune autonomo nel territorio di Monte di Brianza. Appartenente alle pieve di Garlate era retto da un Sindaco e da un Deputato eletti ogni tre anni (fino alla riforma asburgica del 1753). Antico comune del Milanese, nel 1751 fu registrato come un villaggio di 304 abitanti, e nel 1786 entrò per un quinquennio a far parte della Provincia di Como, per poi cambiare continuamente i riferimenti amministrativi nel 1791, nel 1797 e nel 1798. Portato definitivamente sotto Como nel 1801, alla proclamazione del Regno d'Italia nel 1805 risultava avere 359 abitanti. Nel 1809 il municipio fu soppresso su risultanza di un regio decreto di Napoleone che lo annesse per la prima volta a Galbiate, ma il Comune di Sala fu tuttavia ripristinato con il ritorno degli austriaci. Nel 1853 risultò essere popolato da 439 anime, salite a 443 nel 1871. Nel 1921 si registrarono 683 residenti. Fu il regime fascista a decidere nel 1927 di sopprimere definitivamente il comune, unendolo nuovamente a Galbiate seguendo il precedente modello napoleonico il 29 dicembre con la legge n°2676.

## Monumenti e luoghi d'interesse
- Chiesa di Santa Maria Assunta
- Villa Vasena Ronchetti, costruita nel 1906 in stile eclettico con elementi liberty dall'industriale italo-argentino Pedro Vasena[3]. La villa presenta una doppia balconata sovrapposta in ferro battute con balaustrate, che cingono tutti i prospetti esterni dell'edificio decorate con girali vegetali, le cui volute sono abbellite da fiori in ferro forgiato.

## Infrastrutture e trasporti
La frazione è servita da una stazione ferroviaria servita dalle linee Como-Lecco e Monza-Molteno-Lecco.